# Lasioglossum figueresi
Lasioglossum figueresi är en biart som beskrevs av William Wcislo 1990. Den ingår i släktet smalbin och familjen vägbin. Inga underarter finns listade i Catalogue of Life.

## Beskrivning
Lasioglossum figueresi har mörkgrön, metallglänsande grundfärg på huvud och mellankropp, mörkbruna antenner med ljusare undersida, undre halvan av clypeus mörkviolett hos honan, mörkt grönaktig hos hanen, halvgenomskinliga, hos honan gulaktiga vingar med gulbrunaktiga ribbor och mörkbruna vingfästen samt svart bakkropp. Behåringen är gulaktig på huvudet, mer varmgul på mellankroppen och bakkroppen. Behåringen är förhållandevis riklig och kan täcka underlaget hos honan. På bakkroppens tergiter och hos hanen är den dock glesare. Honan har en kroppslängd på 7 till 9 mm, hanen 5,5 till drygt 7 mm.

## Etymologi
Artepitetet (figueresi) är uppkallat efter en costaricansk politiker och tidigare president, José Figueres Ferrer, (1906–1990) som 1948 ledde ett uppror efter ett kontroversiellt presidentval.

## Utbredning
Arten är endemisk för Costa Rica, där den förekommer i provinsen San José.

## Ekologi
Lasioglossum figueresi är polylektisk, den flyger till blommande växter från många olika familjer, även om den föredrar släktet medaljongblomster i familjen korgblommiga växter.
Arten är normalt ett solitärt (icke samhällsbildande) bi, även om ibland två honor delar samma bo och hjälps åt att ta hand om avkomman. Bona samlas ofta i kolonier. De grävs framför allt ut på plan mark, men det förekommer också att de förläggs till flodbankar och liknande vertikala ytor. Markbonas ingång är oftast omgiven av en liten kon av jord. Det händer också att gamla bon återanvänds. Parningen sker vanligen i mitten av juni, då de unga bina kommer fram ur sina bon.